# NSC 131
El NSC 131 o National Socialist Crew (del inglés: Club Nacional Socialista) o llamado también como 131 Crew (traducido como Pandilla 131), es una organización neonazi, con células regionales autónomas en los Estados Unidos y en el extranjero. Los miembros del NSC se ven a sí mismos como soldados en guerra con un sistema hostil controlado por judíos que está tramando deliberadamente la extinción de la raza blanca, buscando formar una red clandestina de hombres blancos que estén "dispuestos a luchar contra sus enemigos" a través de acciones directas.

## Formación
El grupo ha atraído la atención de varias organizaciones civiles que combaten la discriminación por la manera que propugna el racismo, el antisemitismo y la intolerancia a través de Internet (en ocasiones acosando o trolleando gente que no comparte su ideología), la distribución de propaganda y el uso de grafiti, así como su participación en participa en demostraciones relámpago localizadas, contraprotestas y hace apariciones en eventos principales. Los simpatizantes del grupo usualmente cubren grafitis de pandillas o movimientos como Antifa o Black Lives Matter.
El grupo se identifica por tener una estructura descentralizada y comparte una afiliación de red flexible, además que cada célula actúa bajo su propia guía y reglas, esta estructura informal ha servido para evitar la infiltración. El NSC clamó un área geográfica de seis estados que incluye New Hampshire, Massachusetts, Rhode Island, Maine, Connecticut y Vermont. Unas semanas más tarde, anunciaron que NSC ya no tendría células fuera del área de Nueva Inglaterra. Al mismo tiempo, la célula del sur del grupo, NSC-Dixie, pasó a llamarse Hermandad de los Apalaches. La autonomía de los capítulos también permite que cada célula aborde las necesidades regionales e individuales y desarrolle sus propias tácticas, siendo común que sus simpatizantes usan distintas cuentas de Gab, Instagram, Telegram y Twitter,

## Historia
Se cree que el fundador del grupo fue Chris Hood, un joven simpatizante de la Alt-right, oriundo de Malden, Massachussetts, el grupo inicialmente fue llamado New England Nationalists Club, esto en diciembre de 2019 por un puñado de nacionalistas en el este de Massachusetts. En mayo de 2020 El grupo se rebautizó como Club Social Nacionalista, cuando el grupo supremacista blanco Legión de San Ambrosio se desmoronó y muchos de sus miembros se unieron a NSC-131. Desde entonces, según ADL, el grupo ha agregado capítulos en Florida, Kentucky, Texas y Virginia. ADL dijo que también identificó miembros en Arizona, Indiana, New Hampshire y Nueva York.
Chris además tiene un largo historial en participaciones en contraprotestas violentas tanto en Massachusetts, como en incidentes más serios como la participación de algunos miembros al asalto al Capitolio de los Estados Unidos.
El origen del nombre es el acrónimo de "Club Nacional Socialista" (National Socialist Crew) y el 131 es el código alfanumérico de ACA, o Acción Anticomunista. El anuncio confirmó que todos las demás células de la NSC continuarían de manera autónoma. En junio de 2021, la NSC comenzó a operar bajo el nombre de White Defense Force (Fuerza de Defensa Blanca) luego de que varias de sus cuentas en línea fueran prohibidas. El grupo continúa empleando el nombre NSC mientras usa White Defense Force para cuentas en línea.
El 14 de julio del 2020, durante una marcha de BLM en Rogersville, ocho simpatizantes del NSC fueron arrestadas por alterar el orden, después de que supuestamente intentaron agitar a los manifestantes gritando insultos raciales. Varios fueron fotografiados realiando saludos nazis. Después de su liberación de la cárcel del condado de Hawkins, el grupo posó frente a la oficina del alguacil.
En septiembre del 2020 según Belltower News, una plataforma periodística con sede en Alemania que pública informes sobre el extremismo de extrema derecha, un miembro del NSC estuvo en el centro de múltiples redadas policiales en Hesse. La policía de Hesse informó que las redadas resultaron en la incautación de armas y parafernalia nazi, y se están realizando investigaciones por sospecha de posesión ilegal de armas.